# Aricia sarmatis
Aricia sarmatis är en fjärilsart som beskrevs av Grum-grshimailo 1890. Aricia sarmatis ingår i släktet Aricia och familjen juvelvingar. Inga underarter finns listade i Catalogue of Life.